# Atorolimumab
L'atorolimumab è un anticorpo monoclonale di tipo interamente umano ad azione immuno soppressiva, che agisce contro il fattore Rhesus, agisce sull'antigene RhD.

### Atorolimumab
- (EN) Martin Negwer e Hans-Georg Scharnow, Organic-chemical drugs and their synonyms: (an international survey), Wiley-VCH, 14 settembre 2001, ISBN 978-3-527-30247-5.